# Пхумипон Адульядет
Пхумипо́н Адульяде́т, он же Рама IX (тайск. ภูมิพลอดุลยเดช [pʰūːmípʰōn àdūnjādèːt] — Пумипон Адуньядет), коронационное имя (полный титул) — Праба́т Сомдет Пхра Параминдара Маха Пумипо́н Адульяде́т  Махиталадхибет Рамахибоди Чакринарубодинд Саяминдарадхтират Бороманатбохит (аудио)о файле (тайск. พระบาทสมเด็จพระปรมินทรมหาภูมิพลอดุลยเดช มหิตลาธิเบศรรามาธิบดี จักรีนฤบดินทร สยามินทราธิราช บรมนาถบพิตร; 5 декабря 1927 — 13 октября 2016) — король Таиланда (1946—2016). Из династии Чакри.
Народом дан титул Великого (тайск. มหาราช, mh̄ārāch — махараджа).
Правление Пхумипона Адуньядета было одним из самых продолжительных в мировой истории: он находился на троне 70 лет — с 9 июня 1946 года по 13 октября 2016 года, тем самым став наиболее долгоправившим королём Таиланда.
Был коронован 5 мая 1950 года.

## Биография

### Детство
Родился 5 декабря 1927 года в американском Кембридже, штат Массачусетс в семье Его Королевского Величества Принца Махидона Адуньядета и Мом Сангвал (позднее, Сомдет Пра Синакаринтра Боромаратчачоннани). При рождении в Таиланде был известен как Пра Воравонг Те Пра Онг Чао Пхумипон Адульядет (พระวรวงศ์เธอ พระองค์เจ้าภูมิพลอดุลยเดช).
Пхумипон получил начальное образование в школе Матер Дей в Бангкоке и впоследствии с семьёй переехал в Швейцарию, где получил среднее образование в École Nouvelle de la Suisse Romande в Лозанне. Закончил старшие классы (с отличием по французской литературе, латыни и греческому языку) в Gymnase Classique Cantonal также в Лозанне. Обучался в университете Лозанны, когда его старший брат, принц Пра Онг Чао Ананда Махидон был коронован и стал королём Таиланда Рамой VIII в 1935 году. Впоследствии король Ананда Махидон повысил своих брата и сестру в статусе до «Чао Фа» (самый высший из всех статусов принцев и принцесс Таиланда).

### Король

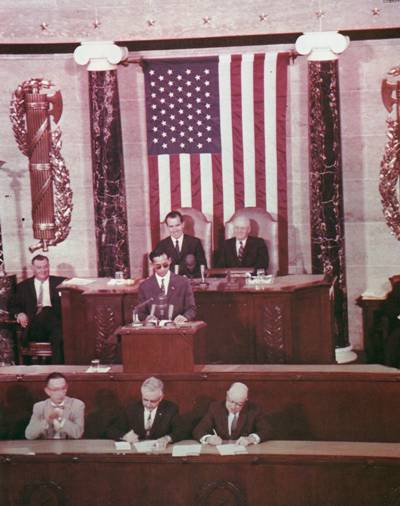
Пхумипон Адульядет выступает перед Конгрессом США 29 июня 1960 года

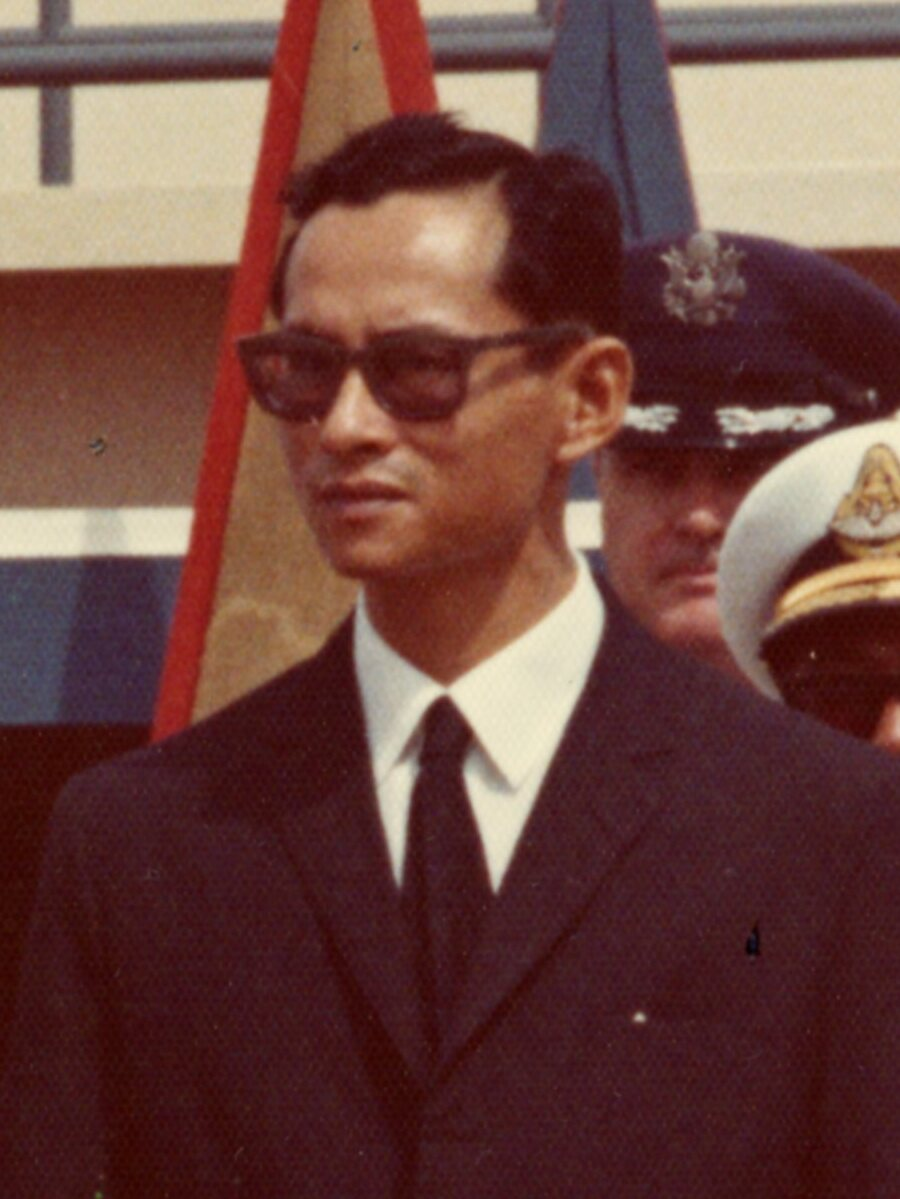
Пхумипон Адульядет в 1969 году

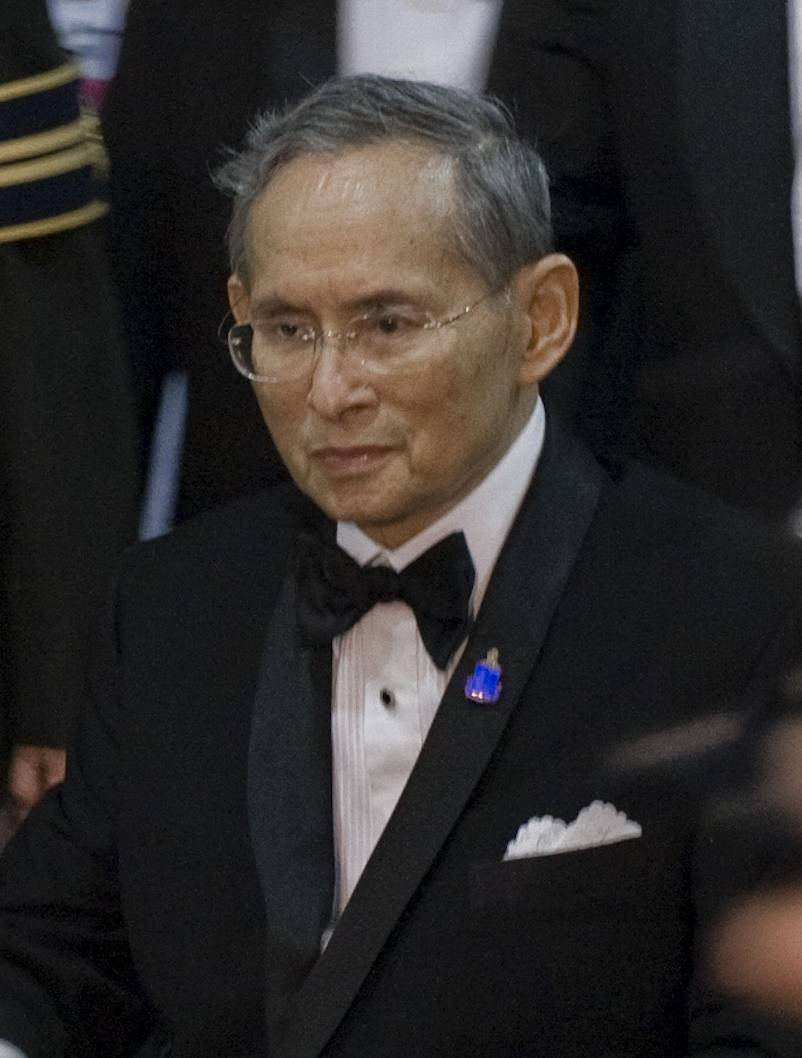
Пхумипон Адульядет в 2010 году

9 июня 1946 года короля нашли застреленным в собственной спальне во дворце. 18-летний Пхумипон Адуньядет взошёл на престол, но не был официально коронован. Его дядя принц Рангсит был объявлен регентом, а сам Пхумипон вернулся в Швейцарию, где до 1951 года проходил дальнейшее обучение в области права и социальных наук.
В октябре 1948 года Пхумипон попал в автомобильную аварию на трассе Женева — Лозанна, в которой получил серьёзную травму позвоночника. В результате половина лица короля была парализована, он потерял зрение на правом глазу, который был заменен на искусственный, именно поэтому король всегда носил очки.
5 мая 1950 года состоялась официальная коронация Пхумипона Адуньядета, принявшего имя Рама IX. Он стал девятым монархом династии Чакри. Полное церемониальное имя: Прабат Сомдет Пра Параминдра Маха Пхумипон Адуньядет Махиталатхибет Раматибоди Чакринарубодиндара Саяминдарадират Боромманатбопит, что переводится как «Великий лидер, Посланник свыше, Властелин жизни, Великий король Сиама».
В начале 1960-х годов король совершил свое последнее путешествие в Европу. После этого торжественно поклялся никогда не покидать страну. Эта клятва осталась нерушимой.
При Пхумипоне в Таиланде было создано молочное животноводство, а школьники Таиланда в 1960-е годы были обеспечены молоком как источником кальция. Помимо этого в стране активно развивалось сельское хозяйство, выросло рисоводство и Таиланд вышел на первые места в мире по экспорту риса. Король много сделал для повышения уровня жизни горных племен в пограничных провинциях страны и перехода горных районов от выращивания опиумного мака к выращиванию овощей, фруктов и плодовых деревьев.
В 1963 году под патронажем короля, который был радиолюбителем и имел личный позывной HS1A, было основано Общество радиолюбителей Таиланда, получившее статус благотворительной организации.
В 1987 году народом и правительством Таиланда королю Раме IX был дан дополнительный титул Махарат, что значит Великий Король. За время своего правления король оставался верен клятве престолонаследника, данной им во время коронации: «Мы будем править справедливо ради блага и счастья Сиамского народа».
Несмотря на церемониальный статус короля в Таиланде, Пхумипон Адульядет неоднократно принимал важные политические решения, а также пользовался правом вето. По мере возможности король пытался балансировать во внутренней политике, поддерживая то одну партию, то другую, но его позиция оказывалась определяющей в жёстких политических конфликтах 1973 (свержение правоавторитарного режима «Трёх тиранов» — фельдмаршала Киттикачона, полковника Киттикачона, фельдмаршала Чарусатьена) и 1976 (Таммасатская резня, приход к власти хунты адмирала Чалорью и антикоммунистического правительства премьера Краивичьена).
В 1997 году в связи с 50-летием коронации Пхумипону Адульядету был подарен самый крупный в мире бриллиант, получивший имя «Золотой юбилей».
Он поддерживал военную хунту, которая свергла избранное правительство Таксина Чинавата во время военного переворота 2006 года. 26 мая 2014 года после военного переворота Пхумипон Адульядет как король Таиланда своим указом официально назначил генерала Праюта Чан-Оча руководителем Государственного совета для мира и порядка. По случаю выпуска указа в Бангкоке за закрытыми дверями прошла закрытая специальная церемония, на которой присутствовало руководство вооружённых сил. В указе говорится, что:
Для восстановления мира и порядка в стране и ради народного единства настоящим указом Его Величество король Пхумипон Адульядет назначает генерала Праюта Чан-Оча руководителем Государственного совета мира и порядка для управления государством.

### Болезнь и смерть

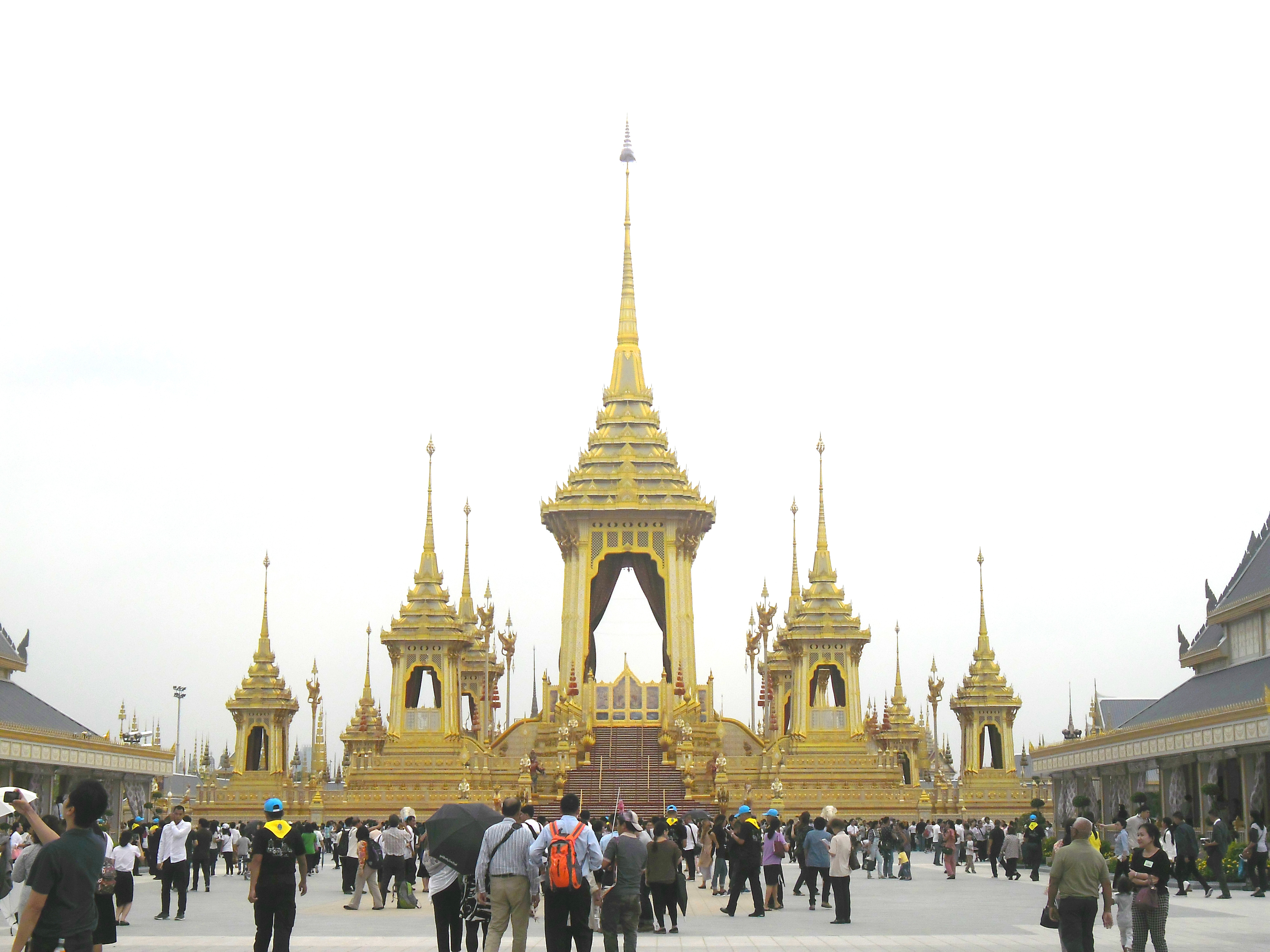
Королевский крематорий

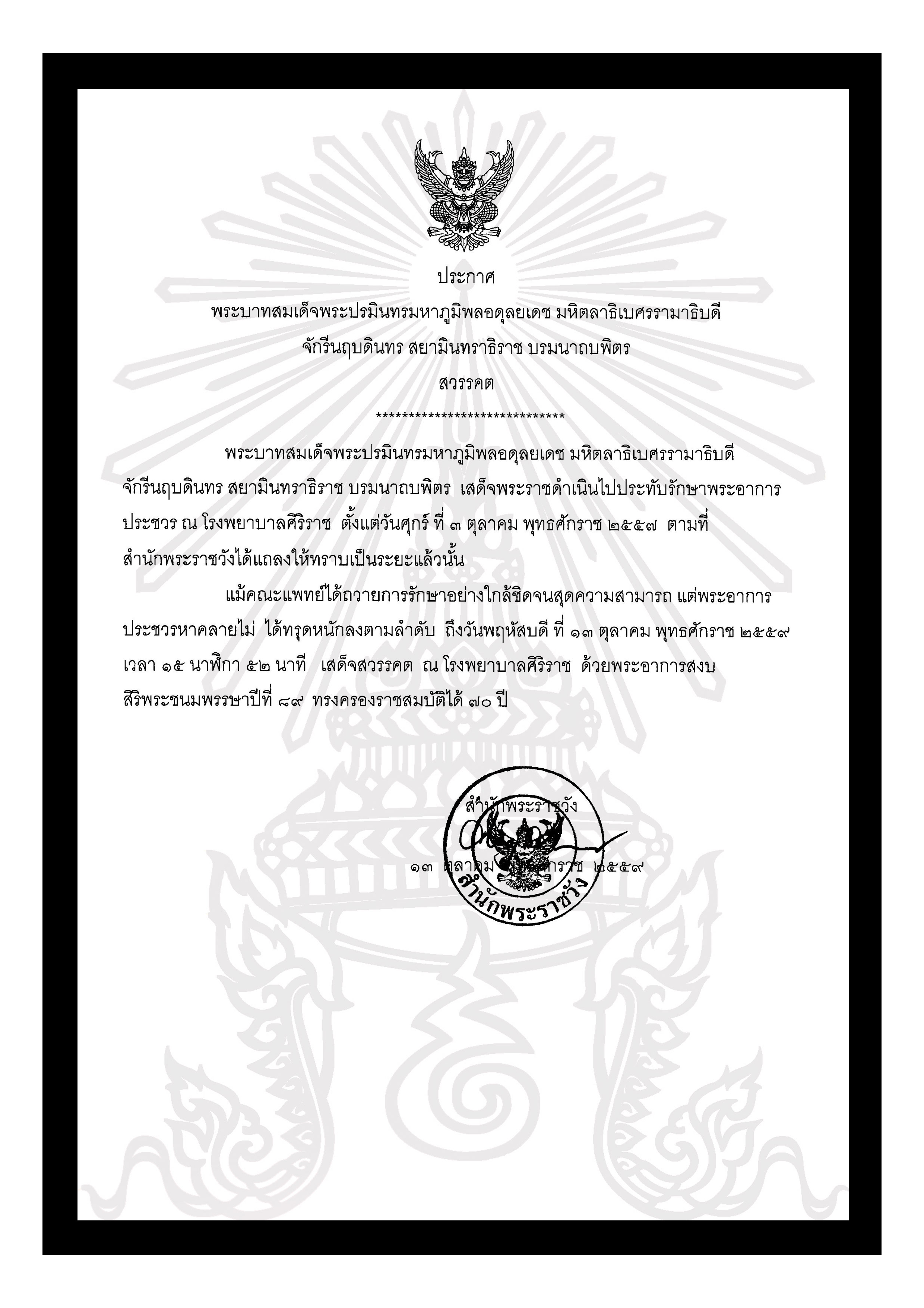
Объявление о смерти Короля Рамы IX 13 октября 2016 года

В сентябре 2009 года Пхумипон был вновь госпитализирован в больницу Сирирадж, по-видимому, из-за гриппа и пневмонии. У него выявили болезнь Паркинсона и депрессию. В ноябре 2011 года у него был диагностирован дивертикулит. Пхумипон страдал минутным субдуральным кровотечением в левой лобной области мозга, от которого он лечился в июле 2012 года. Был выписан из больницы в июле 2013 года и отправился во дворец Клай Кангвон в Хуахине 2 августа 2013 года. Король был слишком болен, чтобы появиться на публичном праздновании своего дня рождения 5 декабря 2015 года, но выступил по телевидению 14 декабря, впервые за несколько месяцев. Король временно покинул больницу, чтобы посетить королевскую виллу Читралада 11 января 2016 года, но вернулся в тот же день.
1 октября 2016 года дворец выпустил бюллетень, в котором говорится, что после выздоровления от лихорадки король прошёл тесты, которые выявили инфекцию крови, и рентген обнаружил воспаление на левом лёгком, а также воду в лёгких. 9 октября он был помещен на ИВЛ и врачи констатировали его состояние как «нестабильное».
12 октября дети короля прибыли в больницу Сирирадж, и наследный принц Вачиралонгкорн встретился с премьер-министром.
Пхумипон Адульядет скончался на 89-м году жизни 13 октября 2016 года в госпитале Сирирад (Бангкок) от почечной недостаточности в 15:52 по местному времени. 14 октября его тело было перевезено в Королевский дворец; тысячи людей сидели на дороге, провожая монарха в последний путь. В стране был объявлен траур сроком на один год. Бальзамированное тело короля находилось в тронном зале Дусит Большого королевского дворца, где было организовано массовое прощание с монархом в течение всего годичного периода траура.
26 октября 2017 года тело короля было предано кремации в Бангкоке, по сообщениям СМИ, церемония обошлась в 30—90 млн долларов США.

## Семья

Король Пхумипон Адульядет с королевой Сирикит в Накхонситхаммарате в 1959 году

Был младшим сыном принца Махидона Адуньядета, сына короля Чулалонгкорна (Рамы V) и его жены Синакаринтры. Принцы жили вместе с родителями в Париже, Лозанне и Массачусетсе.
Во время одной из своих поездок в Париж Пхумипон познакомился с 15-летней принцессой Мом Рачавонгсе Сирикит Китиякара, дочерью посла Таиланда во Франции, являющейся правнучкой короля Рамы V. После аварии в 1948 году король провёл три месяца в госпитале, где его навещала будущая принцесса, Сирикит. 19 июля 1949 года состоялась их помолвка, а 28 апреля 1950 года за неделю до церемонии коронации, они поженились.
У королевской четы родились сын и три дочери — принц Вачиралонгкорн (1952), принцесса Уболратана Раджаканья (1951), принцесса Маха Чакри Сириндхорн (1955) и принцесса Чулабхорн Валайлак (1957). Принц Маха Вачиралонгкорн Махидон являлся прямым наследником. Статус наследной принцессы имеет также одна из его сестер, принцесса Маха Чакри Сиринтон, однако действующий в Таиланде закон о престолонаследии признает первенство мужской линии наследования перед женской.

## Награды
Пхумипон Адульядет удостоен многих наград, включая государственные награды Таиланда и других стран:

### Награды Таиланда
| Страна  | Дата                           | Награда                                | Награда                                | Литеры |
| ------- | ------------------------------ | -------------------------------------- | -------------------------------------- | ------ |
| Таиланд | 11 июня 1962—13 октября 2016   | Суверен ордена Раджамитраборн          | Суверен ордена Раджамитраборн          |        |
| Таиланд | 9 июня 1946—13 октября 2016    | Суверен ордена Королевского дома Чакри | Суверен ордена Королевского дома Чакри |        |
| Таиланд | 9 июня 1946—13 октября 2016    | Суверен ордена Девяти камней           | Суверен ордена Девяти камней           |        |
| Таиланд | 9 июня 1946—13 октября 2016    | Суверен ордена Чула Чом Клао           | Суверен ордена Чула Чом Клао           |        |
| Таиланд | 9 июня 1946—13 октября 2016    | Суверен ордена Заслуг Ратана Варабхорн | Суверен ордена Заслуг Ратана Варабхорн |        |
| Таиланд | 9 июня 1946—13 октября 2016    | Суверен ордена Рамы                    | Суверен ордена Рамы                    |        |
| Таиланд | 9 июня 1946—13 октября 2016    | Суверен ордена Белого слона            | Суверен ордена Белого слона            |        |
| Таиланд | 9 июня 1946—13 октября 2016    | Суверен ордена Короны Таиланда         | Суверен ордена Короны Таиланда         |        |
| Таиланд | 22 июля 1991—13 октября 2016   | Суверен ордена Дирекгунабхорна         | Суверен ордена Дирекгунабхорна         |        |
| Таиланд | 9 июня 1946—13 октября 2016    | Суверен ордена Валлабхабхорн           | Суверен ордена Валлабхабхорн           |        |
| Таиланд | 26 ноября 1987—13 октября 2016 | Суверен ордена Рамкирати               | Суверен ордена Рамкирати               |        |
| Таиланд | 9 июня 1946—13 октября 2016    | Суверен ордена Ваджира Мала            | Суверен ордена Ваджира Мала            |        |

### Награды других стран
| Страна               | Дата вручения    | Награда                                                                                                 | Награда                                                                                                 | Литеры  |
| -------------------- | ---------------- | --- | --- | ------- |
| Швеция               | 5 апреля 1950    | Рыцарь ордена Серафимов                                                                                 | Рыцарь ордена Серафимов                                                                                 | RSerafO |
| Камбоджа             | 1954             | Кавалер Большого креста Королевского ордена Камбоджи                                                    | Кавалер Большого креста Королевского ордена Камбоджи                                                    |         |
| Италия               | 22 сентября 1960 | Кавалер Большого креста декорированного лентой ордена «За заслуги перед Итальянской Республикой»        | Кавалер Большого креста декорированного лентой ордена «За заслуги перед Итальянской Республикой»        |         |
| Испания              | 3 ноября 1960    | Кавалер цепи ордена Гражданских заслуг                                                                  | Кавалер цепи ордена Гражданских заслуг                                                                  |         |
| Испания              | 3 ноября 1960    | Кавалер цепи ордена Изабеллы Католической                                                               | Кавалер цепи ордена Изабеллы Католической                                                               |         |
| Португалия           | 10 ноября 1960   | Кавалер Тройного ордена                                                                                 | Кавалер Тройного ордена                                                                                 |         |
| Великобритания       | 1960             | Кавалер Королевской Викторианской цепи                                                                  | Кавалер Королевской Викторианской цепи                                                                  |         |
| Германия             | 1960             | Кавалер Большого креста специального класса ордена «За заслуги перед Федеративной Республикой Германия» | Кавалер Большого креста специального класса ордена «За заслуги перед Федеративной Республикой Германия» |         |
| Дания                | 1960             | Рыцарь ордена Слона                                                                                     | Рыцарь ордена Слона                                                                                     | R.E.    |
| США                  | 1960—            | Главнокомандующий Легиона Почёта                                                                        | Главнокомандующий Легиона Почёта                                                                        |         |
| Норвегия             | 1960             | Кавалер цепи ордена Святого Олафа                                                                       | Кавалер цепи ордена Святого Олафа                                                                       |         |
| Ватикан              | 1960             | Кавалер Большого креста ордена Пия                                                                      | Кавалер Большого креста ордена Пия                                                                      |         |
| Бельгия              | 1960             | Кавалер Большого креста ордена Леопольда I                                                              | Кавалер Большого креста ордена Леопольда I                                                              |         |
| Франция              | 1960             | Кавалер Большого креста ордена Почётного легиона                                                        | Кавалер Большого креста ордена Почётного легиона                                                        |         |
| Люксембург           | 1960             | Кавалер ордена Золотого льва Нассау                                                                     | Кавалер ордена Золотого льва Нассау                                                                     |         |
| Нидерланды           | 1960             | Кавалер Большого креста ордена Нидерландского льва                                                      | Кавалер Большого креста ордена Нидерландского льва                                                      |         |
| Мьянма               | 1960             | Кавалер цепи ордена Истины                                                                              | Кавалер цепи ордена Истины                                                                              |         |
| Аргентина            | 1960             | Кавалер цепи ордена Освободителя Сан-Мартина                                                            | Кавалер цепи ордена Освободителя Сан-Мартина                                                            |         |
| Индонезия            | 1961             | Кавалер ордена Звезды Индонезии 1 класса                                                                | Кавалер ордена Звезды Индонезии 1 класса                                                                |         |
| Пакистан             | 1962             | Кавалер Nishan-e-Pakistan                                                                               | Кавалер Nishan-e-Pakistan                                                                               |         |
| Малайзия             | 1962             | Кавалер цепи ордена Короны Королевства                                                                  | Кавалер цепи ордена Короны Королевства                                                                  | DMN     |
| Япония               | 1963             | Кавалер цепи Высшего ордена Хризантемы                                                                  | Кавалер цепи Высшего ордена Хризантемы                                                                  |         |
| Китайская Республика | 1963             | Кавалер Большой ленты ордена Сверкающего нефрита                                                        | Кавалер Большой ленты ордена Сверкающего нефрита                                                        |         |
| Греция               | февраль 1963     | Кавалер Большого креста ордена Спасителя                                                                | Кавалер Большого креста ордена Спасителя                                                                |         |
| Лаос                 | 1963             | Кавалер Большой ленты ордена Миллиона слонов и белого зонтика                                           | Кавалер Большой ленты ордена Миллиона слонов и белого зонтика                                           |         |
| Австрия              | 1964             | Большая звезда Почёта «За заслуги перед Австрийской Республикой»                                        | Большая звезда Почёта «За заслуги перед Австрийской Республикой»                                        |         |
| Республика Корея     | 1966             | Кавалер Большого ордена Мугунхва                                                                        | Кавалер Большого ордена Мугунхва                                                                        |         |
| Иран                 | 1968             | Кавалер цепи ордена Пехлеви                                                                             | Кавалер цепи ордена Пехлеви                                                                             |         |
| Эфиопия              | 1968             | Кавалер цепи ордена царицы Шебы                                                                         | Кавалер цепи ордена царицы Шебы                                                                         | GCQS    |
| Филиппины            | 1968             | Кавалер цепи ордена Сикатуна                                                                            | Кавалер цепи ордена Сикатуна                                                                            |         |
| Филиппины            | 1968             | Шеф-командор ордена «Легион Почёта»                                                                     | Шеф-командор ордена «Легион Почёта»                                                                     |         |
| Югославия            | 1979             | Кавалер Большой звезды Югославии                                                                        | Кавалер Большой звезды Югославии                                                                        |         |
| Республика Корея     | 1981             | Орден «За заслуги в создании государства»                                                               | Орден «За заслуги в создании государства»                                                               |         |
| Непал                | 1986             | Кавалер цепи ордена Чести                                                                               | Кавалер цепи ордена Чести                                                                               |         |
| Испания              | 13 ноября 1987   | Кавалер цепи ордена Карлоса III                                                                         | Кавалер цепи ордена Карлоса III                                                                         |         |
| Бруней               | 1990             | Кавалер Королевского семейного ордена Короны Брунея                                                     | Кавалер Королевского семейного ордена Короны Брунея                                                     |         |
| Лаос                 | 1992             | Кавалеры ордена Пхошан Лансанг                                                                          | Кавалеры ордена Пхошан Лансанг                                                                          |         |
| Чехия                | 1994—            | Кавалер Большого креста на цепи ордена Белого льва                                                      | Кавалер Большого креста на цепи ордена Белого льва                                                      |         |
| Перу                 | 1996—            | кавалер Большого креста ордена Солнца Перу                                                              | кавалер Большого креста ордена Солнца Перу                                                              |         |
| Селангор             | 1999             | Кавалер Королевского семейного ордена Селангор 1 класса                                                 | Кавалер Королевского семейного ордена Селангор 1 класса                                                 |         |
| Румыния              | 2000             | Кавалер цепи ордена Звезды Румынии                                                                      | Кавалер цепи ордена Звезды Румынии                                                                      |         |
| Испания              | 9 июня 2006      | Рыцарь ордена Золотого руна                                                                             | Рыцарь ордена Золотого руна                                                                             |         |
| Тренггану            | 2009             | Кавалер Королевского семейного ордена Тренггану                                                         | Кавалер Королевского семейного ордена Тренггану                                                         |         |

### Иные награды
- Золотая медаль по парусному спорту на IV Играх Юго-Восточной Азии.
- Золотой Олимпийский орден МОК (1987)[31].
- Премия Программы развития ООН за «многолетнюю преданность развитию страны» (2006).